# Brockel
Brockel er en kommune med godt 1.300 indbyggere (2013) i Samtgemeinde Bothel i den sydøstlige del af Landkreis Rotenburg (Wümme), i den nordlige del af den tyske delstat Niedersachsen.

## Geografi
Kommunen består ud over hovedbyen Brockel, af landsbyen Bellen med godset Trochel, og bebyggelsen Wensebrock. Hovedparten af kommunen er skovbevokset.

### Nabokommuner
- Hemsbünde
- Bothel
- Visselhövede
- Hemslingen
- Scheeßel
- Rotenburg (Wümme)